# Deathmatch Classic
Deathmatch Classic es un mod multijugador para el videojuego Half-Life.

## Historia
El mod fue lanzado gratuitamente como parte del parche 1.1.0.7 el 11 de junio de 2001. Fue creado por Valve como un tributo a id Software y su juego Quake, y es básicamente un remake del aspecto multijugador del mismo. Tardo tres meses en desarrollarse y cuenta con el beneplácito de id Software.

## Jugabilidad
La versión original incluía cinco mapas. La jugabilidad es similar al modo deathmatch de Quake, teniendo básicamente las mismas armas (exceptuando la de combate cuerpo a cuerpo, que es la típica palanca de Half-Life en vez del hacha presente en el original), armaduras e ítems. El mod también imita la física de Quake, lo que permite a jugadores experimentados realizar maniobras que les permiten ir más rápido o saltar más.
La velocidad por defecto del mod es algo más lenta que la de Quake. Las armas varían desde una escopeta básica hasta un lanzamisiles. Hay tres tipos de bonificaciones repartidas por los mapas que conceden al jugador una ventaja temporal: "quad damage" con el que se multiplica el daño infligido, "invulnerability" que reduce el daño recibido y "ring of shadows" que vuelve al jugador casi invisible.